# Instytut Badań i Rozwoju Motoryzacji Bosmal
Instytut Badań i Rozwoju Motoryzacji „Bosmal” Sp. z o.o. (wcześniejsza nazwa: Ośrodek Badawczo-Rozwojowy Samochodów Małolitrażowych „Bosmal”) – jednostka badawczo-rozwojowa, zajmująca się opracowywaniem nowych konstrukcji samochodów produkowanych przez FSM, a następnie przez Fiat Auto Poland.

## Historia i opis
Ośrodek powstał w 1972 przy Fabryce Samochodów Małolitrażowych. Z dniem 1 maja 2010 OBR SM Bosmal został przekazany do odpłatnego korzystania spółce pod firmą Instytut Badań i Rozwoju Motoryzacji Bosmal Sp. z o.o. Prywatyzacja bezpośrednia Ośrodka nastąpiła przy zachowaniu ciągłości jego działalności, a spółka Instytut Badań i Rozwoju Motoryzacji Bosmal Sp. z o.o. przejęła wszystkie prawa i zobowiązania jednostki badawczo-rozwojowej.
W Bosmalu powstały m.in. Syrena Bosto (skrót od Bielski OSobowo-TOwarowy) w 1973, Polski Fiat 126p Bombel w 1974 i Maluch w wersji kabriolet w 1991. W 1983 opracowano tu prototyp samochodu miejskiego Beskid. W latach 1991–1995 w Bosmalu częściowo (produkowano elementy wzmocnień, tam też prowadzono ich montaż i prace wykończeniowe przy samochodzie) powstało 507 sztuk modelu Polski Fiat 126p Cabrio. Wraz z rozpoczęciem produkcji modelu Cinquecento powstał prototyp Cinquecento Bombix małego samochodu dostawczego. Po przejęciu FSM-u przez Fiat Auto Poland powstał trójkołowy motocykl Bosmal Trike na bazie Polskiego Fiata 126p.
Obecnie „Bosmal” specjalizuje się w wykonywaniu prac badawczo-rozwojowych oraz produkcyjnych (badania samochodów, badania silników, badania wymienników ciepła oraz innych części i podzespołów samochodowych, badania materiałów, pomiary metrologiczne, konstrukcja i produkcja) na zlecenia krajowych i zagranicznych firm, głównie motoryzacyjnych (m.in. Bosch, Delphi Poland, Fiat Auto Poland, Fiat Auto SA, Opel, Teksid Poland, Valeo Autosystemy, General Motors, Shell, Petronas, Visteon, Mecaprom, Statoil, PKN Orlen, Global Lubricants Technology BP). „Bosmal” współpracuje również z uczelniami i instytucjami w kraju i za granicą.

## Galeria

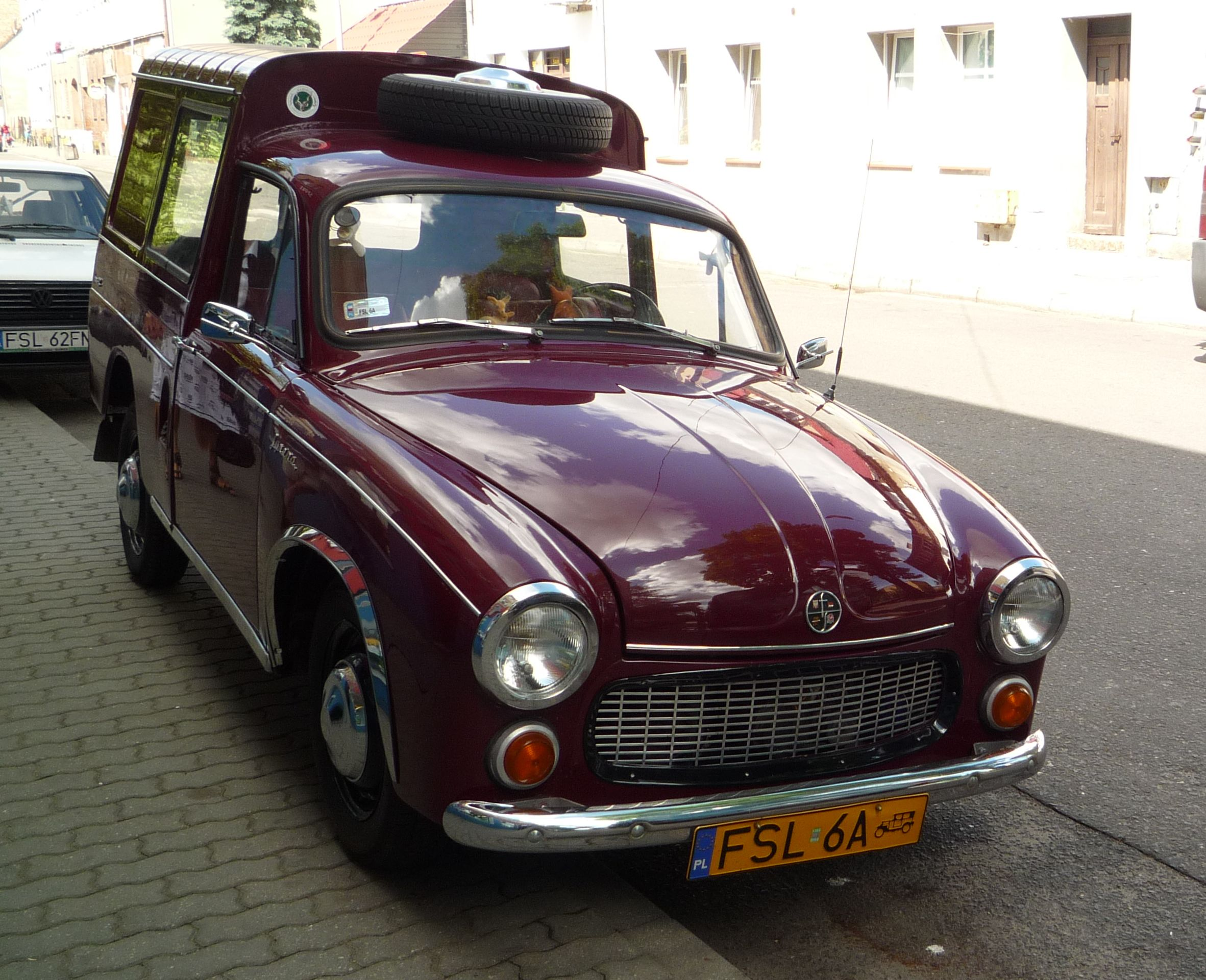
FSM Syrena Bosto
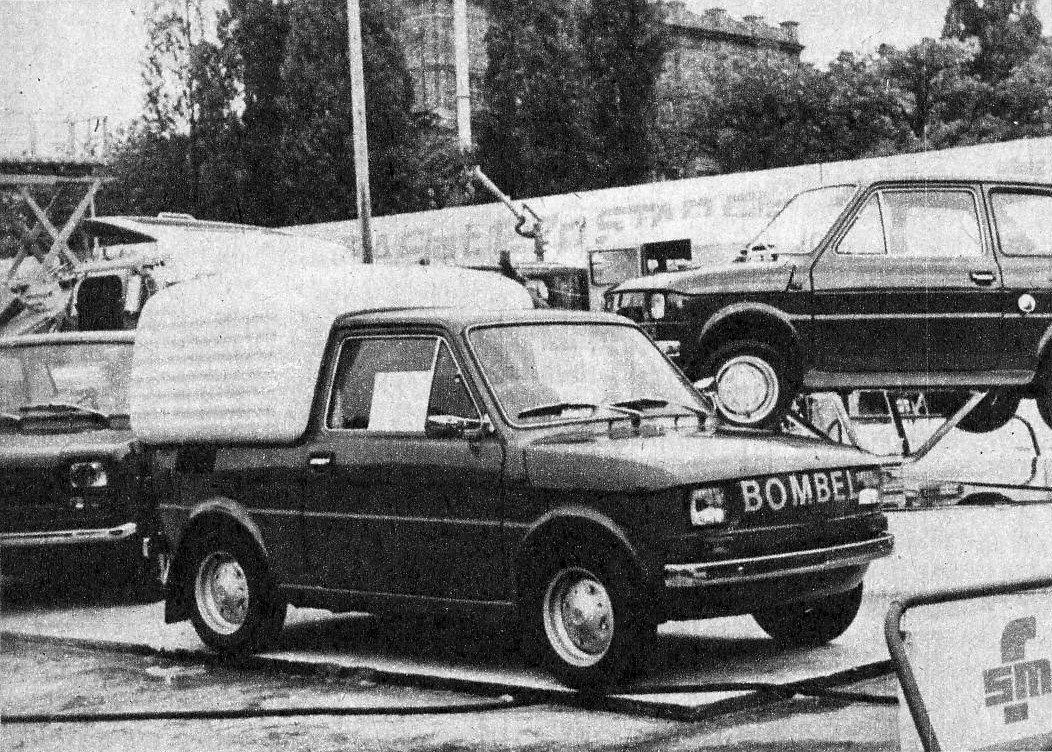
Polski Fiat 126p Bombel
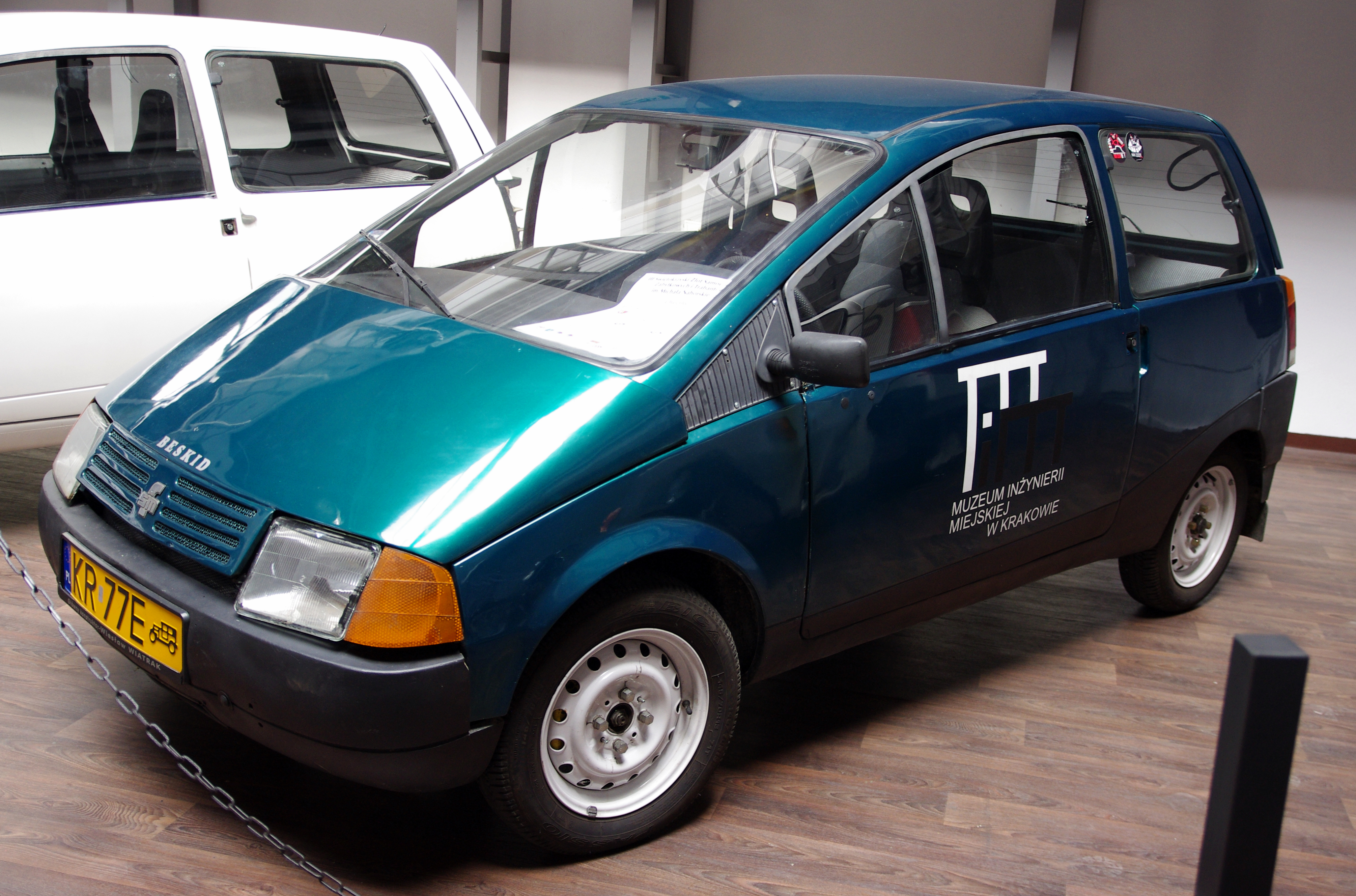
Prototyp FSM Beskid 106
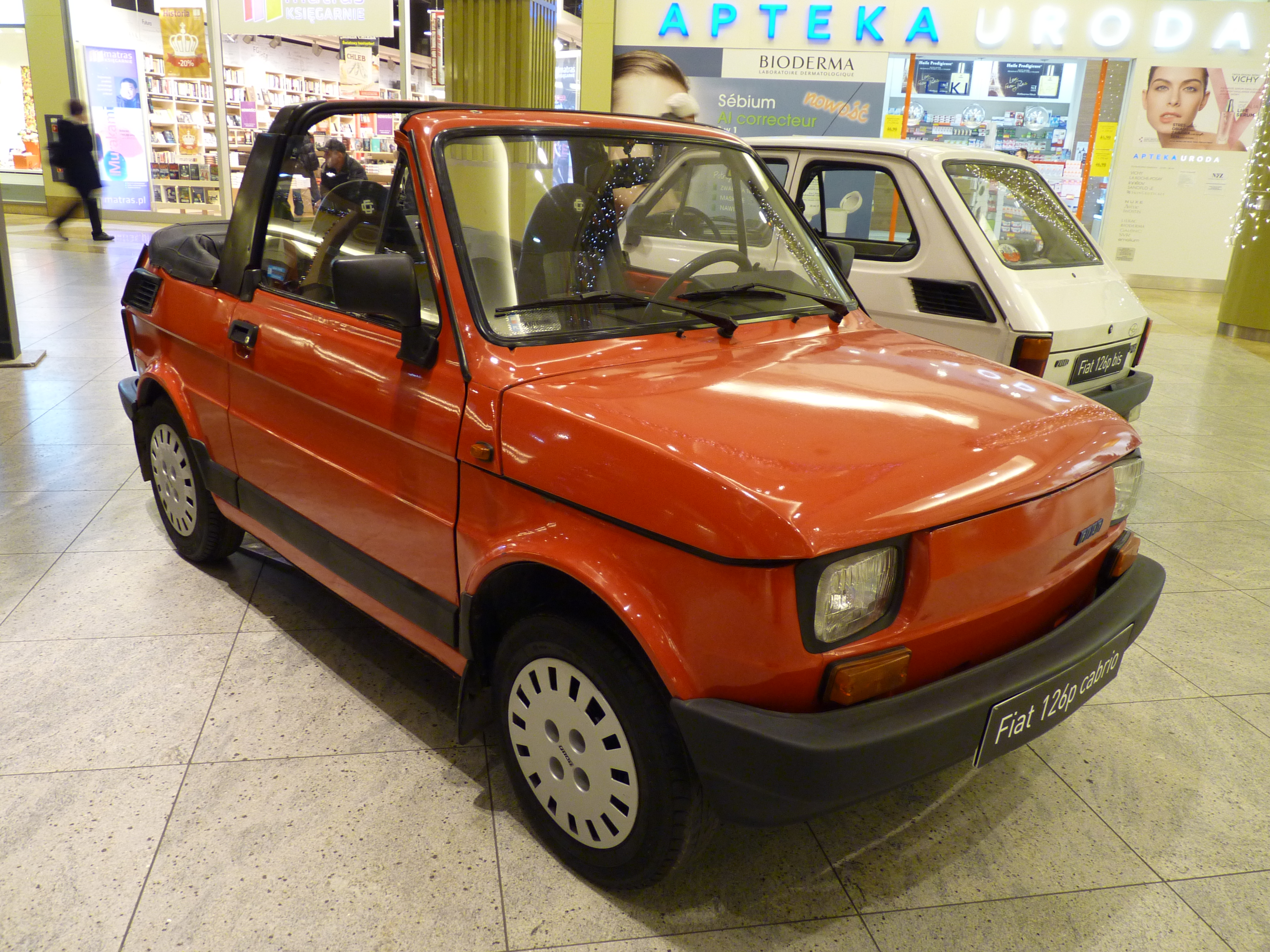
Polski Fiat 126p Cabrio
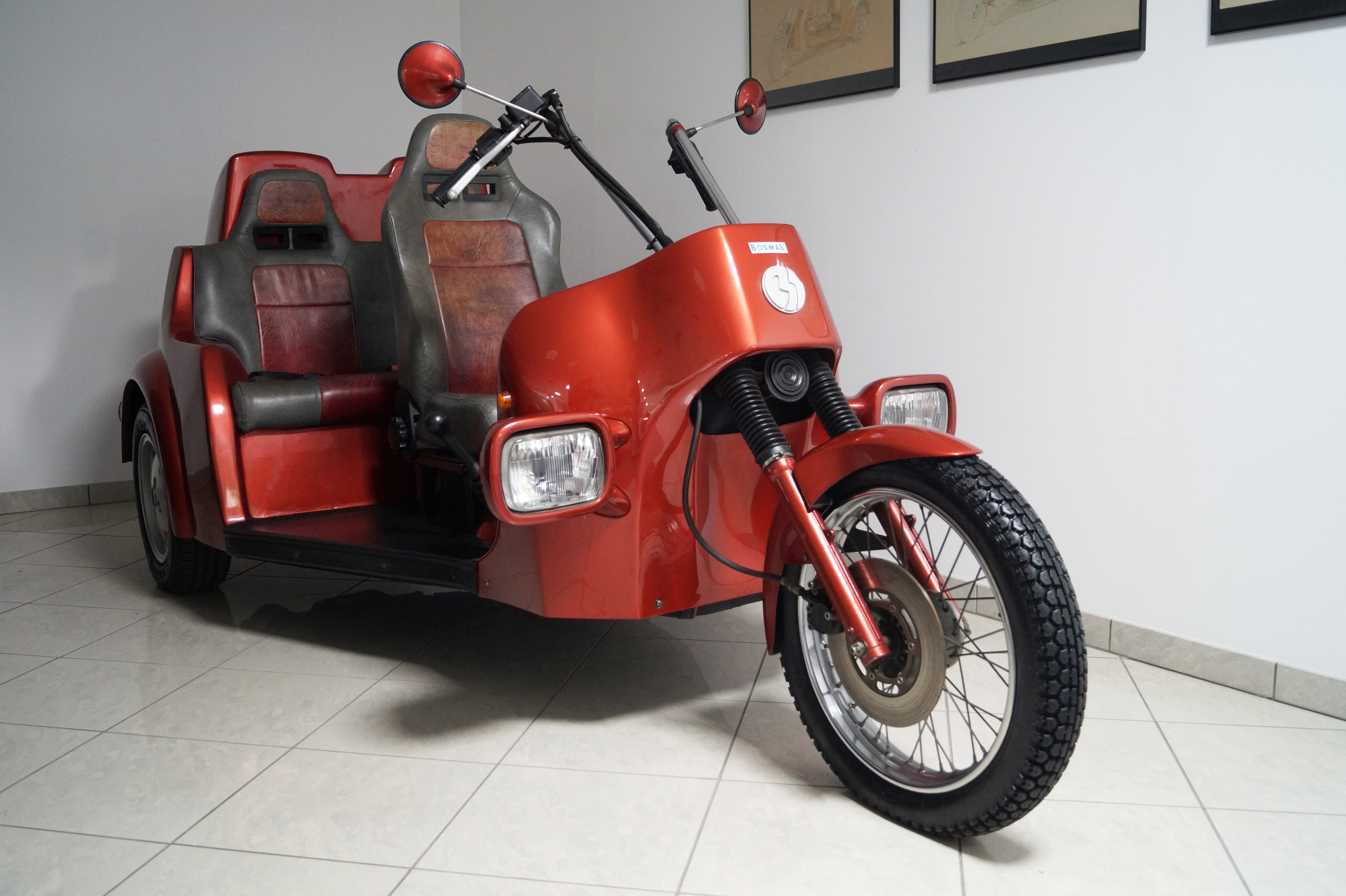
Bosmal Trike